# Juan Rabadá y Ballvé
Juan Rabadá y Ballvé fue un pintor español de la segunda mitad del siglo XIX.

## Biografía
Natural de la provincia de Tarragona fue discípulo de la Escuela de Bellas Artes de Barcelona, y posteriormente de la de Madrid. En la Exposición pública celebrada en esta última ciudad en 1866 presentó Un grupo de flores, al óleo, y Dos estudios de vegetales, al lápiz. En la de 1871 fue premiado con una medalla por sus aguadas y dibujos; en la de 1872 presentó otras muchas obras, entre ellas Una comarca regada por el río Mosa; en 1876 remitió a la Exposición de Filadelfia dos vistas del natural de las orillas del Llobregat y del Ter; en el mismo año fue premiado en la Exposición de León; también concurrió a la Exposición Nacional de Madrid con su cuadro La Riera Blanca (inmediaciones de Barcelona), que obtuvo un premio tercero; en 1877 regaló Dos países para la rifa a beneficio de los huérfanos del pintor Padró; en 1878 presentó en la Exposición Nacional un Paisaje; en el mismo año sirvió de premio un lienzo suyo en un certamen celebrado en Sans.